# Collada Gran (Benés)
La Collada Gran és un coll a 2.298,2 m d'altitud situat en el terme municipal de Sarroca de Bellera (antic terme de Benés, de l'Alta Ribagorça), del Pallars Jussà.
Està situada a los Cantons Rois, en el lloc anomenat Pleta de la Perdiu, al capdamunt del Serrat de Torà, on aquesta s'uneix a la Serra des Tres Pessons. És al sud-oest de les Raspes de Cell Negre, a prop i al sud de la Collada de la Palla. La carena on es troba separa les valls de la Valiri, a llevant, i del riu de Manyanet, a ponent, a la seva part alta.